# 대원시내버스
유한회사 대원시내버스(有限會社 대원―)는 광주광역시의 시내버스 운송 업체이다. 본사는 광주광역시 서구 유촌동에 있으며, 대원고속, 대원여객 등을 계열사로 가지고 있는 KD운송그룹과는 관련이 없다.

## 역사
2004년 11월 1일 삼양시내버스(현 을로운수)에서 차량 60대를 분리·독립시켜 설립하였고, 광주광역시 시내버스 업체 중 역사가 제일 짧으며 현재 직행좌석 1개, 급행 1개 노선, 간선 1개 노선, 지선 8개 노선을 운영하고 있다.

## 현황
2016년 5월 기준이다.
| 운행업체 | 면허 대수 | 면허 대수 | 면허 대수  | 면허 대수 | 주소                | 면허 일자        |
| -------- | --------- | --------- | ---------- | --------- | ------------------- | ---------------- |
| 운행업체 | 대수 합계 | 시내버스  | 농어촌버스 | 시외버스  | 주소                | 면허 일자        |
| 대원버스 | 63        | 63        | -          | -         | 서구 유덕로51번길 6 | 2004년 10월 29일 |

## 운행 노선
- ● 순환01번: 세하동(시청방향) ~ 세하동(운천저수지방향) (광주역 경유)
- ● 좌석02번: 무등산국립공원(증심사) ~ 한국에너지공과대학본관(대진운수, 대창운수, 동화운수, 라정시내버스, 삼아교통, 세영운수, 을로운수, 삼원운수, 현대교통 공동운행)
- ● 수완03번: 송원대 ~ 대창운수 ( 광주종합버스터미널 경유)(대진운수, 대창운수, 동화운수, 세영운수, 을로운수, 삼원운수 공동운행)
- ● 금호36번: 장등동 ~ 서광주역(대창운수 공동운행)(광주종합버스터미널 경유)
- ● 수완49번: 무등산국립공원(증심사) ~ 수완지구(KS병원)(동화운수 공동운행)
- ● 상무62번: 상무지구 ~ 상무지구종점(극락강역입구 경유)
- ● 유덕65번: 덕흥동 ~ 광주역
- ● 송암68번: 송암공단(세영운수) ~ KTX스포츠파크(을로운수, 대창운수, 현대교통 공동운행)
- ● 임곡89번: 덕흥동~ 오룡
- ● 송정97번: 공항 ~ 광암복림
- ● 진월177번: 도곡온천단지 ~ 양동시장역
- ● 1187번: 덕흥동 ~ 무등산국립공원(원효사)(동화운수, 삼원운수 공동 운행)

## 현재 보유 차량

#### 자일대우버스
- 자일대우 NEW BS090

#### 현대자동차
- 현대 뉴 카운티
- 현대 카운티 뉴 브리즈
- 현대 그린시티
- 현대 뉴 슈퍼 에어로시티
- 현대 저상 뉴 슈퍼 에어로시티
- 현대 블루시티
- 현대 일렉시티
- 현대 유니시티
- 현대 뉴 프리미엄 유니버스 엘레강스